# Hospitalisation sociale
Une hospitalisation sociale est une hospitalisation qui n'est pas motivée par l'état de santé du patient admis dans l'hôpital mais par une situation sociale qui exige un traitement d'urgence sous peine de mettre en danger la vie humaine. Elle concerne par exemple les personnes âgées dépendantes qui se trouvent soudainement sans aide pour se préparer un repas ou se mouvoir du fait du départ de leur aide à domicile mais dont la forme physique est par ailleurs correcte.
Le développement de structures (associations par exemple) qui favorisent le maintien à domicile permet d'éviter l'hospitalisation sociale, qui reste une mesure coûteuse et courtermiste pour la prise en charge des publics concernés.